# Пікенсвілл
Пікенсвілл (англ. Pickensville) — місто (англ. town) в США, в окрузі Пікенс штату Алабама. Населення — 557 осіб (2020).

## Географія
Пікенсвілл розташований за координатами 33°14′9″ пн. ш. 88°17′22″ зх. д. / 33.23583° пн. ш. 88.28944° зх. д. (33.235782, -88.289443).  За даними Бюро перепису населення США в 2010 році місто мало площу 26,05 км², з яких 20,01 км² — суходіл та 6,04 км² — водойми.

## Демографія
Згідно з переписом 2010 року, у місті мешкало 608 осіб у 275 домогосподарствах у складі 172 родин. Густота населення становила 23 особи/км².  Було 365 помешкань (14/км²).
Расовий склад населення:
| - 63,5 % — чорних або афроамериканців - 36,2 % — білих - 0,3 % — корінних американців |

До двох чи більше рас належало 0,0 %. Частка іспаномовних становила 0,0 % від усіх жителів.
За віковим діапазоном населення розподілялося таким чином: 21,5 % — особи молодші 18 років, 60,9 % — особи у віці 18—64 років, 17,6 % — особи у віці 65 років та старші. Медіана віку мешканця становила 43,3 року. На 100 осіб жіночої статі у місті припадало 93,0 чоловіків;  на 100 жінок у віці від 18 років та старших — 97,1 чоловіків також старших 18 років.
Середній дохід на одне домашнє господарство  становив 43 308 доларів США (медіана — 31 607), а середній дохід на одну сім'ю — 54 518 доларів (медіана — 37 857). Медіана доходів становила 51 406 доларів для чоловіків та 34 375 доларів для жінок. За межею бідності перебувало 22,4 % осіб, у тому числі 20,3 % дітей у віці до 18 років та 18,5 % осіб у віці 65 років та старших.
Цивільне працевлаштоване населення становило 225 осіб. Основні галузі зайнятості: виробництво — 21,8 %, освіта, охорона здоров'я та соціальна допомога — 14,2 %, транспорт — 13,3 %.